# Jacques Fromental Halévy
Jacques François Élie Fromental Halévy, francoski skladatelj židovskega rodu, * 27. maj 1799, Pariz, Francija, † 17. marec 1862, Nica, Francija. 
Glasbo je študiral na Pariškem glasbenem konservatoriju. Kasneje je tudi sam poučeval glasbo; izmed njegovih učencev sta pomembna Charles Gounod in Georges Bizet. Slednji je leta 1869 po poroki z Geneviève Halévy postal še njegov zet. 
Njegovo najbolj znano delo je velika opera v petih dejanjih Židinja, ki je bila krstno izvedena 23. februarja 1835 v Parizu.
Njegov nečak, Ludovic Halévy, je bil libretist in dramatik. 